# Vipera orlovi
Vipera orlovi är en ormart som beskrevs av Tuniyev och Ostrovskikh 200. Vipera orlovi ingår i släktet Vipera och familjen huggormar. Inga underarter finns listade i Catalogue of Life.
Arten förekommer i Krasnodar kraj i Ryssland i ett bredare band längs Svarta havet. Regionen är Kaukasus låga västliga delar mellan 200 och 950 meter över havet. Vipera orlov vistas vid öppna ställen intill vattendrag, på bergsängar och stäpper samt i öppna skogar med arter av ensläktet.
Ett stort antal individer fångas och hölls som terrariedjur. Det finns inga skyddszoner i utbredningsområdet och arten är allmänt sällsynt. IUCN kategoriserar arten globalt som akut hotad.